# Rosalie de Fitz-James
Pour les articles homonymes, voir Fitz-James (homonymie) et Gutmann.
Rosalie von Gutmann, par son mariage comtesse Robert de Fitz-James, est une aristocrate française née le 19 février 1862 à Vienne et morte le 30 septembre 1923 à Paris 7e.

## Biographie
Autrichienne de petite naissance mais issue d'une famille de banquiers  juifs très fortunés, elle épouse le 15 mai 1886 le comte Robert de Fitz-James (1835-1900) qui a vingt-cinq ans de plus qu'elle et réside dès lors uniquement à Paris. Son mari lui apporte son grand nom et la lance dans la haute société parisienne de l'époque, bien qu'il soit engagé dans une ancienne liaison. Le couple n'a pas d'enfants. Elle est surnommée par le gratin « Rosa Malheur » (par allusion à Rosa Bonheur), tellement son mari est volage et gagne ainsi l'affection de ses proches.
Petite, mince, boitant légèrement, les traits accusés, des yeux sombres pleins de vivacité, un sourire désarmant et des cheveux blanchis prématurément, « malgré sa rapide ascension, elle avait gardé un maintien plein de réserve et de modestie, ce qui est assez rare en semblable circonstance. Elle avait su se faire aimer ».
Avant la Première Guerre mondiale, le prestige de son salon, qui attire une foule cosmopolite, est très grand, en dépit des réserves de quelques irréductibles du Faubourg Saint-Germain. Ainsi l'impitoyable comte Aimery de La Rochefoucauld (1843-1920) déclare: « Elle a voulu avoir un salon, elle n'a eu qu'une salle à manger. » Elle reçoit entre autres Marcel Proust dans les années 1890, Keyserling pendant son séjour parisien de 1903-1906, ou l'abbé Mugnier.
« Intelligente et fine, Mme de Fitz-James connaissait l'art de recevoir et son salon fut bientôt très brillant, ses invitations très recherchées. Elle donnait des dîners où elle réunissait un maximum de huit à dix convives, tous triés sur le volet. » Ses déjeuners littéraires du mercredi sont l'antichambre de l'Académie française. Parlant parfaitement anglais et allemand, la maîtresse de maison reçoit également des personnalités de toute l'Europe.
Paul Bourget, proche de la comtesse de Fitz-James, est l'un des fidèles de ces réunions où l'on retrouve également le marquis de Modène, le comte et la comtesse d'Haussonville, Charles Haas, le comte du Lau, le prince Giovanni Borghèse, Henri Costa de Beauregard, l'abbé Mugnier, la princesse Marthe Bibesco, la princesse Paley, le comte Arthur de Vogüé, le comte Alexandre de Laborde, Paul Hervieu, Robert de Flers, Henri de Régnier, le marquis de Ségur, Ernest Seillière, les ambassadeurs de France Jules Cambon et Maurice Paléologue, l'ambassadeur d'Allemagne, le prince von Radolin, l'ambassadeur d'Autriche, le comte Czechen, l'ambassadeur d'Argentine, Enrique Larreta, George Graham, attaché à l'ambassade du Royaume-Uni, Charles de Chambrun, Olivier Taigny, etc.
La comtesse de Fitz-James est longuement évoquée par Edith Wharton dans son livre de souvenirs : A Backward Glance.

## Résidences
- rue des Écuries-d'Artois (aujourd'hui rue d'Artois) : appartement
- rue de Grenelle : dans un hôtel particulier du XVIIIe siècle entre cour et jardin
- rue de Constantine : dans un appartement situé dans un immeuble moderne où elle emménage sur la suggestion de ses amis le comte et de la comtesse d'Haussonville qui habitent l'étage du dessus. « L'appartement de la rue de Grenelle, qui avait beaucoup plus de caractère, était orienté au nord, et ses amis anglo-saxons s'imaginèrent qu'elle l'avait quitté à la recherche d'un endroit plus ensoleillé, et la complimentèrent sur le changement. Mais elle parut surprise et s'écria : « Oh ! non ! je déteste le soleil ; c'est tellement ennuyeux de devoir garder les stores baissés. » Il est courant, sur le continent, de considérer le soleil, qui fâne les rideaux et brûle les tapisseries anciennes, comme l'ennemi de la maîtresse de maison, et les stores de soie crème de Madame de Fitz-James étaient tirés, même en hiver, lorsque le soleil se montrait. Les trois salons qui ouvraient l'un sur l'autre étaient aussi banals que peuvent l'être des pièces dans lesquelles chaque meuble, chaque tableau, chaque bibelot est en soi une belle chose mais dont l'ensemble ne révèle aucune trace de la personnalité du propriétaire. Dans le premier salon, une petite pièce tendue de damas rouge, Madame de Fitz-James, assise près du feu, sa jambe infirme soutenue par un repose-pieds, recevait ses intimes. Ensuite se trouvait le grand salon, orné de tableaux d'Ingres et de David sur des murs clairs, meublé de canapés et de fauteuils couverts de tapisserie. Il ouvrait sur une autre petite pièce, garnie de bibliothèques Louis XV dans lesquelles les rangées de livres aux reliures précieuses  étaient parfaitement alignées, car Madame de Fitz-James collectionnait les livres mais ne les lisait pas. » (Edith Wharton)